# Zdeněk Kutlák
Zdeněk Kutlák (České Budějovice, 13 febbraio 1980) è un allenatore di hockey su ghiaccio ed ex hockeista su ghiaccio ceco, di ruolo difensore. Vanta presenze in American Hockey League, in National Hockey League e Lega Nazionale A..

## Carriera

### Club
Zdeněk Kutlák dal 1996 al 2000 militò nelle giovanili della squadra della propria città, l'HC České Budějovice, esordendo in prima quadra nel corso della stagione 1998-1999, inoltre fu prestato a due formazioni delle serie minori ceche per disputare alcuni incontri.
Nel 2000 fu scelto alla 237ª posizione della squadra dei Boston Bruins, con cui nella prima stagione di permanenza in Nordamerica disputò 10 incontri fornendo due assist. Invece con il farm team dei Providence Bruins, militanti in American Hockey League, in 62 partite mise a segno 9 punti. Nelle successive tre stagioni giocò con la squadra di Providence altre 203 partite, con 56 punti a referto, mentre in National Hockey League disputò altri 6 incontri con una rete segnata il 15 febbraio 2003 contro i Tampa Bay Lightning.
Nella stagione 2004-2005, segnata dal lock-out della NHL, Kutlák decise di ritornare in Repubblica Ceca con la squadra dell'HC Energie Karlovy Vary, mentre per le due stagioni successive scelse di ritornare al proprio club d'origine, il České Budějovice. Complessivamente nelle tre stagioni trascorse nel campionato ceco disputò 168 partite con 48 punti ottenuti, di cui 18 gol e 30 assist.
Nel 2007 fu ingaggiato dalla squadra svizzera dell'HC Ambrì-Piotta. Già nel febbraio del 2010 fu annunciato il prolungamento del suo contratto valido fino al 2013. Giocò per sei stagioni ricoprendo sempre il ruolo di capitano alternativo, totalizzando 143 punti in 308 presenze.
Divenuto free agent nell'estate del 2013 Kutlák trovò squadra nella Kontinental Hockey League, firmando un contratto con gli slovacchi dello Slovan Bratislava. Nel mese di dicembre, dopo aver giocato 30 partite con 3 assist, fu liberato dallo Slovan. Pochi giorni dopo trovò un contratto fino al termine del campionato con l'Hockey Club Davos.
Nel 2014 cambiò ancora squadra trasferendosi al Red Bull Salzburg, squadra della EBEL con cui vinse due titoli consecutivi.

### Nazionale
Nell'inverno fra 1999 e 2000 Kutlák fu convocato dalla selezione Under-20 nel Campionato mondiale di categoria del 2000, occasione in cui la Repubblica Ceca conquistò la prima medaglia d'oro nella storia della competizione.
A partire dalla stagione 2005-2006 iniziò ad essere convocato anche dalla nazionale maggiore, giungendo alla medaglia d'argento in occasione del Campionato mondiale di hockey su ghiaccio maschile 2006 tenutosi in Lettonia e vinto dalla Svezia.
Sempre dal 2005 e fino al 2012, anno della sua ultima apparizione in nazionale, fu schierato inoltre nell'Euro Hockey Tour, principale evento annuale per nazionali in Europa. In tale competizione vanta 34 presenze con un gol e 8 assist. Prese parte anche ai mondiali del 2012, dove a causa di un infortunio poté disputare una sola partita. L'anno successivo giocò invece 8 gare, andando a segno contro la Svizzera.

## Palmarès

### Club
- Campionato austriaco: 2

Salisburgo: 2014-2015, 2015-2016

### Nazionale
- Campionato mondiale di hockey su ghiaccio Under-20: 1

Svezia 2000